# Evangelische Kirche (Unteralba)

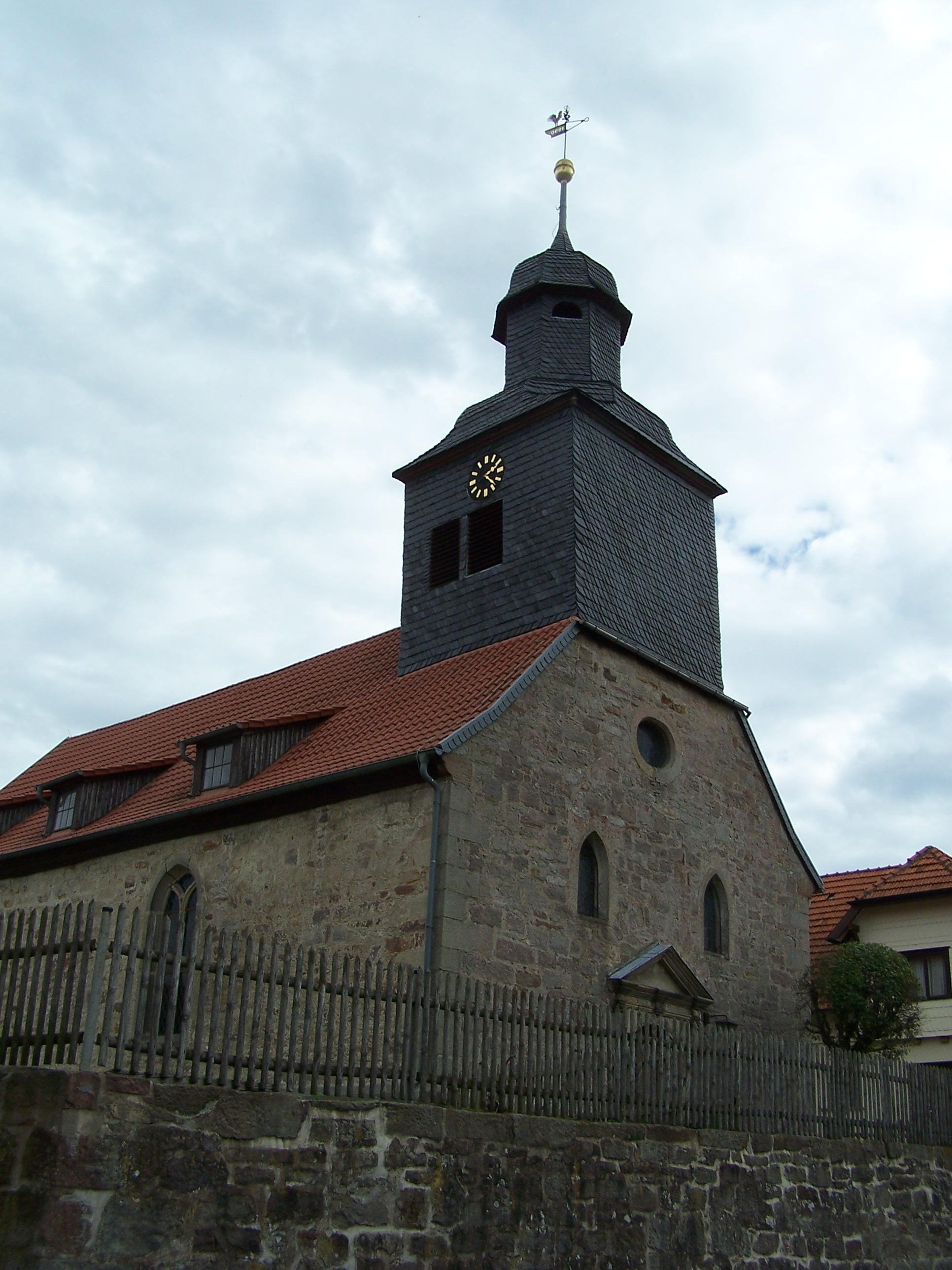
Teilansicht von Nordwesten

Die Evangelische Kirche Unteralba (Rhöner Platt: Öngeraller Kirch) ist die Kirche von Unteralba (Öngerall), einem Ortsteil von Dermbach (Dermich) im Wartburgkreis in Thüringen. Sie befindet sich in der Ortslage, Karlstraße 95.

## Geschichte
Im Jahr 1183 wurden Güter des Klosters Herrenbreitungen in einem Weiler „Albaha“ genannt. Dieser lag zunächst im Herrschaftsgebiet der Frankensteiner Grafen, deren Stammsitz sich über dem Ortsteil Kloster der heutigen Kreisstadt Bad Salzungen befand. Beim Niedergang der Frankensteiner gelangten Teile ihres Herrschaftsgebietes im Feldatal an das Kloster Fulda. Diese Gebiete wurden als Amt Fischberg zusammengefasst und verwaltet. In dieser Zeit kann eine Kapelle für die Bewohner von Ober- und Unteralba angenommen werden. Durch eine Fehde der Henneberger Grafen mit einigen in Fuldaer Diensten stehenden Rittern aus der Rhön wurden beide Siedlungen im Jahr 1512 eingeäschert. Die neu errichteten Dörfer gehörten zur katholischen Pfarrei von Dermbach. Im 16. Jahrhundert kam es in den hennebergischen Orten zur Einführung der Reformation; dies betraf auch die als Pfandbesitz verwalteten Orte des Amtes Fischbach/Dermbach. Der Dreißigjährige Krieg traf auch die Orte des Feldatales schwer. Der Wiederaufbau der entvölkerten Siedlungen um Dermbach, die nun als Eisenacher Oberland zum Herzogtum Sachsen-Eisenach gehörten, stagnierte. Am 25. Mai 1707 kam der Fuldaer Fürstabt Adalbert von Schleifras nach Dermbach zu einer Huldigungsfeier. Die neuen, alten Gebietsherren vom Kloster Fulda begannen mit dem Bau des Dermbacher Schlosses, welches sie als Amtshaus benötigten. Es folgte eine Rekatholisierung des Amtes. Für die Untertanen mit protestantischen Glaubensbekenntnis wurden ebenfalls Kirchengebäude bewilligt. 
Die Unteralbaer Dorfkirche wurde 1708 im Stil des Barock gebaut, im Jahr 1880 erfolgte eine erste Restaurierung des Gebäudes, die letzte Renovierung fand 1982 statt. Vor dem Bau der Kirche gab es eine Holzkapelle in Unteralba, die aber einem großen Brand des Dorfes zum Opfer fiel.

## Architektur
Sehr schlicht gestaltet besteht die Saalkirche hauptsächlich aus Natursteinen und Schieferplatten im Turm. Frontal an der Westseite befindet sich das Eingangsportal, das beinahe den einzigen Schmuck bildet. Darüber zwei gotische Fenster und ein Rundbogenfenster aus farbigem Bleiglas mit Motiven aus dem Leben Jesu. An der West- und Ostseite zwei große Spitzbogenfenster. An dem mit roten Ziegeln gedecktem Satteldach befinden sich jeweils links und rechts drei Dachgauden. Als Turm folgt dann ein viereckiger Überbau, darauf ein kleiner sechseckiger Turm mit welscher Haube.

## Bildmotiv
Zur 800-Jahr-Feier von Unteralba 1983 gab es ein Bild der Kirche auf einer Wandkachel. Gleiche Kacheln gab es auch mit der Kirche von Oberalba und bei der 800-Jahr-Feier von Dermbach 1986 von der dortigen evangelischen Kirche. 
Zur 825-Jahr-Feier 2008 gab es eine Ton-Medaille mit der Kirche auf der Rückseite. Auf der Vorderseite abgebildet war das Unteralbaer Wappen.

## Ausstattung
Besonders auffällig ist der geradlinige Aufbau von Taufstein, Kanzelaltar (mit Kreuzigungsgruppe) und Orgel genau wie in der Dermbacher Kirche Heilige Dreifaltigkeit. Der Raum wird geprägt durch die im grünen Farbton und mit Blattranken bemalten Säulen, Emporen und Bänke.